# Arroyo Colorado Estates, Texas
Arroyo Colorado Estates là một nơi ấn định cho điều tra dân số (CDP) thuộc quận Cameron, tiểu bang Texas, Hoa Kỳ. Năm 2010, dân số của nơi này là 997 người.

## Dân số
- Dân số năm 2000: 755 người.
- Dân số năm 2010: 997 người.